# Mała Wieś Górna
Mała Wieś Górna (niem. Ober Halbendorf) – wieś w Polsce położona w województwie dolnośląskim, w powiecie zgorzeleckim, w gminie Sulików.

## Położenie
Mała Wieś Górna to mała wieś o rozproszonej zabudowie leżąca na Pogórzu Izerskim, na granicy Równiny Zgorzeleckiej i Wysoczyzny Siekierczyńskiej, nad Czerwoną Wodą, na wysokości około 220–230 m n.p.m.

## Podział administracyjny
W latach 1975–1998 miejscowość administracyjnie należała do województwa jeleniogórskiego.

## Historia
Mała Wieś Górna istniała na pewno 1373 roku, kiedy to stanowiła jedną posiadłość wraz z Sulikowem. W początkach XIX wieku była to mała osada, w której istniał tylko folwark. W 1825 roku w miejscowości było 38 domów. W 1840 roku było tu 48 domów, dwór, młyn wodny i karczma, poza tym we wsi było 5 warsztatów tkackich i 4 innych rzemieślników.

Po 1945 roku w osadzie która pozostała małą wsią rolniczą niewiele się zmieniło. Przez krótki okres po wojnie wieś nosiła nazwę Półpica Górna. W 1978 roku było tu 54 gospodarstw rolnych, w 1988 roku ich liczba zmalała do 15.

## Demografia
Według Narodowego Spisu Powszechnego (III 2011 r.) liczyła 145 mieszkańców. Jest jedną z 2 najmniejszych miejscowości gminy Sulików (żadna z nich nie posiada więcej niż 150 mieszkańców).